# Pampa Film
Pampa Film fue una productora de cine fundada en diciembre de 1936 por Olegario Ferrando, un joven empresario local con antecedentes en el negocio de lana que estuvo activa hasta 1946 entre cuyas producciones se destaca Prisioneros de la tierra (1939).

## Historia
En diciembre de 1936 Olegario Ferrando se instaló en una oficina de la Avenida Roque Sáenz Peña de Buenos Aires y comenzó a organizar una productora que contó con un capital inicial de $ 700 000.-  que luego amplió a $ 1 000 000.- Era el director de la misma y nombró como administrador a Jorge A. Pacheco, como jefe de ventas a Pedro López, como director en el área técnica a Roberto Schmidt y como director en el área artística a Alfredo G. Volpe.
El estudio llegó a tener un cuerpo técnico permanente con figuras relevantes en sus especialidades, como Bob Roberts en fotografía, Humberto Peruzzi en cámaras, Lucio Demare en música y Ralph Pappier en escenografía. Una particularidad del estudio era que contrataba actores para trabajar en forma permanente, con exclusividad, conforme era costumbre en Estados Unidos, de modo que cobraban mensualmente laborasen o no.  
Su primera producción tuvo el título inicial de Sueño de una vida nueva que al ser distribuida por Warner Bros. cambió a La fuga; era la segunda película de Luis Saslavsky y la anterior, Crimen a las 3, había sido un fracaso. Dice el crítico Domingo Di Núbila que La fuga la "filmó con preocupación por el cuadro y puso su cultura e inquietudes al servicio de una buena historia insuficientemente trabajada en el aspecto psicológico y con desniveles en calidad humorística y diálogos...pero...tuvo suficiente entretenimiento...y contribuyó a despertar interés por el cine argentino en algunos círculos sofisticados". El director fue elegido a propuesta de Volpe que había visto en su primer filme rasgos de calidad pero salvo Saslavsky, Fernando y él mismo, todos los que iban a participar -incluidos los protagonistas- tenían un mal pronóstico acerca del proyecto; lo cierto es que su éxito significó para Pampa Film una recaudación de 300 000 pesos y, además, fue distribuida en otros países.
La siguiente película de la productora, también dirigida por Saslavsky, fue la comedia musical Nace un amor que, a pesar de un costo de 240 000 pesos, no tuvo repercusión y motivó la desvinculación del director. Estas dos películas fueron realizadas alquilando los estudios cinematográficos de Lumiton. 
Para su tercera película Los caranchos de la Florida cuyo guion estaba basado en la novela homónima de Benito Lynch, la productora eligió como director a Alberto de Zavalía y contrató al español José Suárez cuya fotografía de exteriores retrató como nunca antes la pampa argentina. El proyecto respondía a un gusto personal de Ferrando, un amante de la literatura gauchesca, quien –según cuentan- también dejaba su impronta en la modalidad de trabajo:

”La filmación se extendía perezosamente, pues en Pampa se hacían pocas tomas diarias. Se comenzaba a la una en punto y después llegaba Ferrando y ese instalaba en el set, en una silla de paja. Mientras veía filmar, se dedicaba a tomar mate amargo cebado por un peón. Suspendía el trabajo y organizaba un asado en el que todos confraternizaban. En otras ocasiones jugaba al tenis o al fútbol con el personal” 

De las seis películas que el estudio produjo en 1939, cinco tuvieron escasa repercusión y solo Prisioneros de la tierra tuvo excelente crítica e incluso recibió premios otorgados por la Municipalidad de Buenos Aires. Las obras posteriores no satisficieron las expectativas, salvo Chingolo, con Luis Sandrini como protagonista, que logró un éxito de taquilla que permitió a la productora compensar parte de sus pérdidas y El cura gaucho, de Lucas Demare, que mereció buenas críticas por su emoción y nobleza así como por la excelente actuación de Enrique Muiño en el papel principal. Domingo Di Nubila no escatimó elogios a la película considerándola:

"...de las mejores películas del año...inolvidable creación de Enrique Muiño, que infundió impetuosa vida a la figura generosa, valiente y zorruna de Brochero. Le dio grandeza apostólica y coraje masculino y transmitió su fervor...Lucas Demare llevó el relato con brío y naturalidad, en términos de acción y con sentido de la síntesis...película con encanto humano, entretenida, instructiva, muy argentina y con un ángulo social en la rebelión de los serranos contra el terrateniente...paisajes de la serranía cordobesa, espléndidamente captados por Bob Roberts...dinámico montaje de Carlos Rinaldi."

Ferrando mandó a Enrique Faustín en gira por Iberoamérica para reintroducir las producciones del estudio en ese mercado, aprovechando el impulso del éxito comercial de Chingolo, pero no fue suficiente para revertir la situación económica de la empresa que debió pedir su concurso preventivo y Ferrando dejó la administración y gobierno a un nuevo directorio. A continuación Benito Perojo dirigió cinco películas y se llegó a Delirio, un filme que empezó a dirigir Antonio Cunill Cabanellas, continuó Ernesto Arancibia y terminó Arturo García Buhr, como clara demostración de las dificultades por las que atravesaba la productora. Hacia 1944 Ferrando dejó la empresa y vendió su participación por lo que la productora quedó a cargo de la Cooperativa Argentina de Exhibidores Cinematográficos CADEC que procuraba aprovechar las ventajas financieras derivadas de un decreto-ley de fomento cinematográfico del presidente Edelmiro J. Farrell.
Finalmente, Pablo Coll, que era dueño de varios cines, incluyendo el Cine Monumental,  asumió la dirección de Pampa Film y se formó una comisión integrada por Manuel Peña Rodríguez, el productor de cine publicitario Kurt Lowe y Enrique Pardo; a este período corresponden dos filmes de Perojo Villa Rica del Espíritu Santo y  Chiruca, dos de Pierre Chenal, Se abre el abismo y Viaje sin regreso, una de Soffici, Despertar a la vida y, la última, Lauracha que tuvo como directores sucesivos a Ernesto Arancibia, Arturo García Buhr y Enrique Cahen Salaberry. En 1946 la falta generalizada de película virgen indispensable para hacer las copias terminó de ahogar económicamente a la empresa por lo que CADEC vendió los estudios a Lowe, que construyó dos nuevas galerías, los reequipó con la tecnología más avanzada y los reabrió con el nombre de Emelco, una marca comercial que usaba desde 1937 que había formado con M (Eme) inicial de Meta que era el nombre de su madre, L, inicial de su apellido y Co abreviatura de compañía.

## Películas producidas por Pampa Film
Las películas producidas por Pampa Film fueron las siguientes:
- La fuga (1937)
- Nace un amor (1938)
- Los caranchos de la Florida (1938)
- Atorrante (La venganza de la tierra) (1939)
- Frente a la vida (1939)
- Nativa (1939)
- ...Y los sueños pasan (1939)
- Prisioneros de la tierra (1939)
- Hermanos (1939)
- Chingolo (1940)
- Encadenado (1940)
- El hijo del barrio (1940)
- Volver a vivir (1941)
- La quinta calumnia (1941)
- El cura gaucho (1941)
- El comisario de Tranco Largo (1942)
- Oro en la mano (1943)
- Stella (1943)
- Delirio (1944)
- Siete mujeres (1944)
- La importancia de ser ladrón (1944)
- La casta Susana (1944)
- Villa Rica del Espíritu Santo (1945)
- Se abre el abismo (1945)
- Despertar a la vida (1945)
- Chiruca (1945)
- Viaje sin regreso (1945)